# Парламентарен секретар на Министерския съвет
Според българския закон за администрацията, министър-председателят, заместник министър-председателите, министрите, председателите на държавни агенции и областните управители създават на свое пряко подчинение политически кабинети. Това са организационни структури със съвещателни, контролни и информационно-аналитични функции, които подпомагат съответния орган на изпълнителната власт. Според закона, политическият кабинет на министър-председателя включва заместник министър-председателите, началника на кабинета, парламентарния секретар и ръководителя на звеното за връзки с обществеността.
Според Устройственият правилник на Министерския съвет и на неговата администрация, парламентарният секретар има две основни задължения. Първото е да организира взаимодействието на Министерския съвет и на министър-председателя с Народното събрание и с ръководствата на парламентарните групи. Второто основно задължение на парламентарния секретар е да координира дейността на парламентарните секретари на министрите при представянето на правителствената политика и на внесените от Министерския съвет законопроекти, решения, доклади и отчети пред Народното събрание.

## История
За пръв път позицията на парламентарния секретар е въведена през 1993 г. от правителството на Любен Беров, но без да е пряко описана в закон. Това е направено чак с приемането на Закона за администрацията през 1998 г., по време на правителството на Иван Костов. На практика парламентарни секретари на Министерския съвет са назначавани от всички български правителства след 1993 г., с изключение на служебните кабинети при чието управление няма функциониращ парламент.

## Списък
| №  | Име                            | От   | До   | Правителство | Министър-председател    |
| -- | ------------------------------ | ---- | ---- | ------------ | ----------------------- |
| 1  | Мария Пиргова                  | 1993 | 1995 | 83-то        | Любен Беров             |
| 2  | Пламен Николов                 | 1995 | 1996 | 85-о         | Жан Виденов             |
| 3  | Соня Божикова                  | 1997 | 2001 | 87-о         | Иван Костов             |
| 4  | Гадар Хачикян                  | 2001 | 2003 | 88-о         | Симеон Сакскобургготски |
| 5  | Биляна Райчинова               | 2003 | 2005 | 88-о         | Симеон Сакскобургготски |
| 6  | Веладин Битолски (1-ви мандат) | 2005 | 2009 | 89-о         | Сергей Станишев         |
| 7  | Илиан Точев                    | 2009 | 2013 | 90-о         | Бойко Борисов           |
| 8  | Веладин Битолски (2-ри мандат) | 2013 | 2014 | 92-ро        | Пламен Орешарски        |
| 9  | Петър Николов                  | 2014 | 2017 | 94-то        | Бойко Борисов           |
| 10 | Любомила Станиславова          | 2017 | 2021 | 96-о         | Бойко Борисов           |
| 11 | Симона Велева                  | 2022 | 2022 | 99-о         | Кирил Петков            |
| 12 | Пламен Славов                  | 2023 | 2024 | 102-ро       | Николай Денков          |
| 13 |                                | 2025 |      | 105-то       | Росен Желязков          |